# Matriz de Disposición

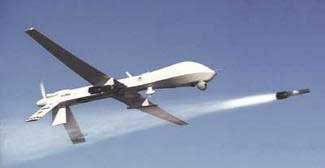
MQ-1 Predator disparando un misil AGM-114 Hellfire similar a los utilizados en ataques antiterroristas

La Matriz de Disposición es una base de datos que los funcionarios estadounidenses describen como una "lista de captura/muerte" de última generación.
Desarrollada por la Administración de Obama a partir de 2010, la "Matriz de Disposición" va más allá de las listas de muerte (listas negras) existentes y crea un plan para el seguimiento, la captura, la rendición extraordinaria, o la muerte de sospechosos de ser enemigos de Estados Unidos. Se tiene la intención de que se convierta en un elemento permanente de la política estadounidense. El proceso que determina los criterios por los cuales se ordena una muerte no es público, pero fue diseñado, en gran medida, por el asesor de contraterrorismo presidencial y director de la CIA John O. Brennan.
Aunque portavoces de la Casa Blanca, el Centro Nacional de Contraterrorismo (NCTC) y la Agencia Central de Inteligencia (CIA) se han negado a efectuar comentarios acerca de la base de datos, los funcionarios han declarado en privado que las listas de captura/muerte se extenderán "durante al menos otra década", si no es por tiempo indefinido. Un funcionario declaró: "Es una parte necesaria de lo que hacemos." Paul R. Pillar, exdirector del centro de antiterrorismo de la CIA, afirmó: "Estamos buscando algo que es potencialmente indefinido".
La existencia de la base de datos fue revelada por una serie de tres artículos publicados en The Washington Post. El Post señaló que a partir de su publicación, el número de víctimas civiles y militantes resultante de los ataques americanos con drones, pronto superaría el número de personas que murieron en los ataques del 11 de septiembre.
El periódico The Guardian señaló que la “matriz de disposición” es más que el eufemismo para mencionar una simple lista de muerte o de captura, sino que se trata de un dispositivo informático que “al mismo tiempo desenfoca y expande los límites de las ley de derechos humanos y de guerra, dando lugar a actos de secuestro o asesinato selectivo”. Señala además que “parece que va a estar con nosotros durante muchos años.

## Objetivos
La creación de la base de datos de Matriz de Disposición es parte de un esfuerzo adoptado por el asesor del Consejo de Seguridad Nacional de Estados Unidos John O. Brennan, para codificar las políticas de asesinatos selectivos desarrolladas por el presidente Barack Obama. Bajo la presidencia de George W. Bush, Brennan se desempeñó como principal asesor del director de la CIA George Tenet, defendiendo el uso por parte de la administración de la rendiciones extraordinarias y las técnicas de interrogación mejorada, por definición la tortura, de acuerdo a las normas internacionales. La asociación de Brennan con el programa de interrogatorios de la CIA fue controvertido, y le obligó a retirar su candidatura a la dirección de la CIA o de Inteligencia Nacional en el año 2008.
De acuerdo con el New York Times, Brennan fue el "coordinador principal" de las listas de muerte (listas negras) estadounidenses. El exfuncionario de la administración Obama contra el terrorismo Daniel Benjamin ha declarado que Brennan "probablemente tenía más poder e influencia que nadie en una posición comparable en los últimos 20 años."
La creación de la base de datos se une también a una expansión de la flota de aviones no tripulados (drones), convirtiendo a la CIA en una "fuerza paramilitar”, según el 'Washington Post'. Se asocia con un aumento de las operaciones del Comando Conjunto de Operaciones Especiales (JSOC) en África, y el aumento de la participación de JSOC en la elaboración de listas de muerte. La base de datos ha unificado listas de muerte originalmente separadas, pero superpuestas, mantenidas tanto por JSOC y como por la CIA, y fue propuesta originalmente por el exdirector NCTC Michael Leiter.

## Alcance

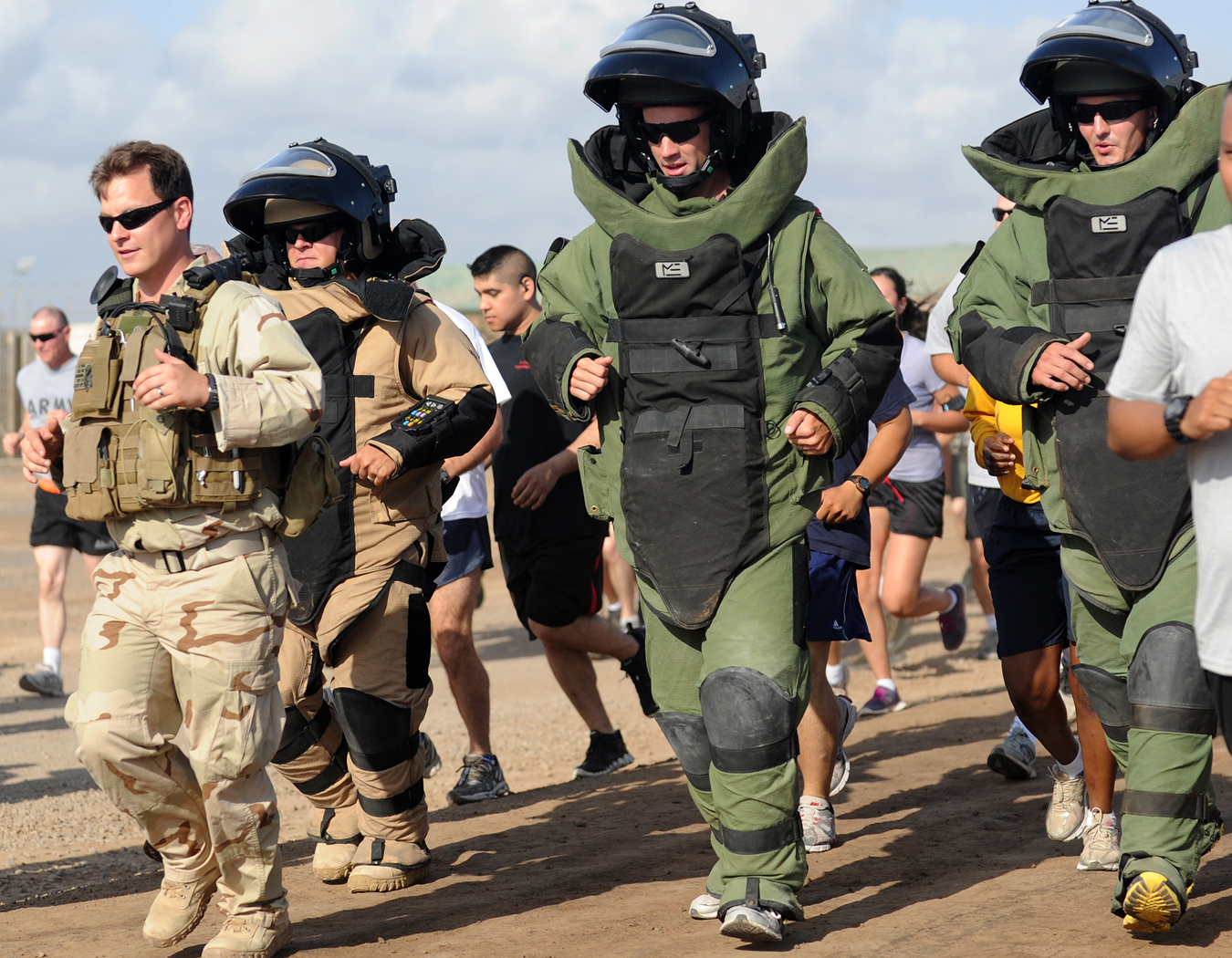
Soldados de la fuerza de tareas combinada en 2011 en Camp Lemonnier.

La base de datos Matriz de Disposición, cataloga biografías, lugares, asociados y afiliaciones de los sospechosos. También cataloga estrategias para encontrar, capturar o matar a los sospechosos, o someterlos a rendiciones extraordinarias. La base de datos continúa orientando las operaciones estadounidenses en Afganistán, Pakistán, Somalia y Yemen, y facilitará la ampliación de las operaciones en Argelia, Egipto, Malí, Libia, Irán y en todo el este de África.
Un claro ejemplo de la expansión de los asesinatos selectivos gestionados por la base de datos, es la base militar estadounidense en la ciudad de Yibuti, en el país homónimo, cerca de Somalia. Llamado Campamento Lemonnier y originalmente creado por la Legión extranjera francesa, el campo se ha convertido clandestinamente en la mayor base de drones estadounidenses de Afganistán. Alrededor de 3200 personas están asignadas al campo, entre soldados estadounidenses, contratistas y civiles; 300 de ellas son personal de operaciones especiales.
Un sospechoso de terrorismo, registrado en la Matriz de Disposición es el ciudadano somalí Ahmed Abdulkadir Warsame, actualmente preso de los Estados Unidos detenido en Nueva York.

## Procedimiento
La base de datos elimina el sistema anterior del doble control (en cualquier caso, no judicial), ejecutado tanto por el Pentágono como por el Consejo Nacional de Seguridad; en su lugar se utiliza un sistema "racionalizado" en el cual múltiples agencias designan a los sospechosos, los que son finalmente presentados a Brennan y el vicepresidente. El jefe del Estado Mayor Conjunto, anteriormente responsable de ejecutar las órdenes de matar a los sospechosos de la lista, ya no contribuye actualmente a la decisión acerca de matarlos o no.
En cambio, el Centro Nacional de Contraterrorismo, (NCTC) juega un papel más importante en la determinación de objetivos, que se generan a pedido de la Casa Blanca. Los criterios y decisiones que determinan quienes pueden ser objeto de asesinato, son desarrolladas en gran parte por John Brennan, que "ejerce un enorme poder en la formación de las decisiones sobre listas de 'matar' y la asignación de los aviones armados no tripulados". Los objetivos se revisan cada tres meses, con el aporte de la CIA y JSOC, antes de ser transmitidos a altos funcionarios en el NCTC, la CIA, JSOC, el Consejo de Seguridad Nacional, el Pentágono, y Departamento de Estado. Finalmente, la autoridad para matar a un sospechoso fuera de Pakistán debe ser aprobada por el presidente.
El proceso de revisión también permite la muerte de individuos cuya identidad se desconoce, pero que se supone que están comprometidos en ciertas actividades, por ejemplo la carga de un vehículo con explosivos.
Los ciudadanos estadounidenses pueden estar incluidos en la base de datos como objetivos de muerte. Los sospechosos no están acusados formalmente de ningún delito ni se les ofrece la posibilidad de defensa en juicio. Abogados del gobierno de Obama han afirmado que los ciudadanos estadounidenses acusados de ser miembros de Al Qaeda y sospechosas de resultar una "amenaza inminente de ataque violento" en contra de los Estados Unidos, pueden ser asesinados sin proceso judicial. Los argumentos legales de los funcionarios estadounidenses para esta política, se filtraron a NBC News en febrero de 2013, en forma de documentos informativos que resumen memorandos legales de octubre de 2011.

## Avales
Los funcionarios que defienden la Matriz de Disposición la han calificado como legal y moral, y el Washington Post ha escrito que "las dudas internas sobre la eficacia de la campaña de aviones no tripulados son casi inexistentes". El presidente de Estados Unidos Barack Obama ha dicho que la decisión de matar al ciudadano estadounidense sospechoso de terrorismo Anwar al-Awlaki fue "una tarea fácil", y comparte la visión de las acciones antiterroristas con Brennan, el principal arquitecto de los criterios utilizados para incluir sospechosos en la base de datos. En referencia a la opinión del presidente Obama acerca de ataques con aviones no tripulados, Brennan ha declarado: "No creo que hayamos tenido un desacuerdo".
Funcionarios estadounidenses en conversaciones con el 'Washington Post' parecían "seguros de que han ideado un método que suena tan burocrático, legal y moral, que futuras administraciones seguirán el ejemplo" Brennan, principal arquitecto de la "Matriz de Disposición", declaró en abril de 2012 que "con el fin de asegurar que nuestras operaciones antiterroristas que impliquen el uso de la fuerza letal son legales, éticas e inteligentes, el presidente Obama ha exigido que nos mantengamos en los más altos estándares y procesos posibles".
El programa de aviones no tripulados de la Administración Obama recibió la aprobación del candidato a la presidencia por el Partido Republicano Mitt Romney, durante las elecciones presidenciales de 2012 en Estados Unidos.
Robert M. Chesney ha escrito que "sin duda es una buena cosa para crear una herramienta de gestión de la información que asegura que los funcionarios a través de agencias y departamentos puedan tener en tiempo real, la comprensión integral de las opciones disponibles (prácticas, legales, diplomáticas, etc.) en el caso de las personas concretas que aparecen en lugares específicos". También ha sostenido que el artículo del 'Washington Post' que lo describe, induce falsamente la idea de que el programa se ha asociado con un cambio en la política de lucha contra el terrorismo.
Según las investigaciones de la Corporación RAND, "los ataques con aviones no tripulados están asociados a la disminución de la frecuencia y la letalidad de los ataques de militantes en general, y en el IED y ataques suicidas en particular."

## Críticas
El ministro del Interior de Pakistán Rehman Malik ha declarado que 336 ataques aéreos estadounidenses en Pakistán produjeron más de 2300 víctimas, el 80% de las cuales fueron civiles inocentes. Una encuesta del Pew Research Center muestra que el 74% de los paquistaníes creen que Estados Unidos "es el enemigo", un aumento respecto a años anteriores.
El Unión Americana de Libertades Civiles (ACLU) ha condenado la base de datos, escribiendo en un comunicado de prensa que "cualquiera que pensara que los asesinatos selectivos estadounidenses por fuera del conflicto armado eran una excepción, basada en la emergencia, a la exigencia de un debido proceso antes de una sentencia de muerte, ha demostrado estar concluyentemente equivocado".
También ha presentado requerimientos de libertad de información respecto a la base de datos y una demanda en relación con su constitucionalidad.
Glenn Greenwald ha escrito que "el papel central desempeñado por el NCTC en la determinación de quién debe ser asesinado [es] bastante odioso ... el NCTC opera una gigantesca operación de búsqueda y análisis de datos, en la que sistemáticamente se controla, almacena y analiza todo tipo de información acerca de estadounidenses inocentes". Greenwald concluye que la Matriz Disposición ha establecido "al mismo tiempo un estado de vigilancia y un secreto, inexplicable órgano judicial, que analiza quién eres y luego decreta qué se debe hacer contigo, cómo deberías ser "dispuesto", más allá del alcance de cualquier mínima rendición de cuentas o transparencia". Philip Giraldi, exespecialista en antiterrorismo y oficial de inteligencia militar, ha criticado el asesinato "cotidiano"  de los objetivos de la matriz de la disposición, con lo que él llama "poca o ninguna evidencia," dejando a la Casa Blanca "completamente inexplicable". Giraldi más tarde comentó que Brennan "siente que el programa [drones] ha seguido su curso como una operación de la CIA".
Criticando los ataques organizados bajo la égida de la base de datos, el "World Socialist Web Site” ha escrito que "la gran mayoría de los muertos en Pakistán fueron seleccionados por resistirse a la ocupación estadounidense de la vecina Afganistán, mientras que en Yemen son asesinados por oponerse al régimen que los Estados Unidos respalda allí". En cuanto al efecto de la base de datos en los Estados Unidos, el mencionado sitio web ha escrito que "el gobierno de Obama se ha arrogado el poder más extremo que cualquier dictadura puede ser invocar, el de ordenar que ciudadanos sean condenados a muerte sin presentar cargos en su contra ni mucho menos proporcionarles un tribunal de justicia". Más tarde criticaron el relativo silencio de los medios y la clase política a raíz de la revelación.
En un comentario reimpreso por Eurasia Review, Russia Today ha calificado a los ataques dirigidos por las bases de datos "ejecuciones selectivas" y "asesinatos extrajudiciales". Describiendo los criterios para matar establecidos por la base de datos y el programa de drones, la Voz de Rusia ha escrito que "en esencia, esto significa que, basada en pruebas de inteligencia, la administración asume el derecho de juzgar y ejecutar a cualquiera sin preocuparse por cosas de menor importancia tales como las audiencias judiciales adecuadas, o el derecho de una persona acusada a tener una defensa legal adecuada". Se ha acusado a la Administración Obama de violar los principios americanos del debido proceso, afirmando que "el hecho de que tales operaciones violan claramente los principios propagados por los propios Estados Unidos, como el derecho de toda persona a la defensa jurídica, no parece molestar la administración"
En su disertación en la Escuela de Derecho de Harvard el 25 de octubre de 2012, el Relator Especial de las Naciones Unidas sobre los derechos humanos y la lucha contra el terrorismo, Ben Emmerson, declaró que iba a impulsar  "una unidad de investigación dentro de los procedimientos especiales del Consejo de Derechos Humanos de Naciones Unidas para investigar los ataques individuales con aviones no tripulados". Emmerson y Christof Heyns, Relator Especial de la ONU sobre ejecuciones extrajudiciales, sumarias o arbitrarias, han calificado a algunos ataques con aviones no tripulados estadounidenses como crímenes de guerra.
John Hudson, escribiendo en el 'Atlantic Wire', ha planteado la preocupación de que, desde una perspectiva semántica, el término “Matriz de Disposición” (Disposition Matrix) suaviza (“esteriliza”) y quizás oscurece la más descriptiva frase "lista de muerte" o “lista negra”.
El Senado de Estados Unidos está dividido en sus posturas respecto de cómo manejar el tema, con los demócratas instando a la creación de un tribunal especial para revisar la matriz:  John McCain (Republicano por Arizona) ha pedido que todos los drones armados sean trasladados de la CIA al Pentágono, mientras que Dianne Feinstein ha expresado dudas de que el Pentágono tuviera el mismo nivel de cuidado en evitar daños colaterales.

## Víctimas de ataques con aviones no tripulados
Los informes sobre víctimas civiles en Pakistán como resultado de los ataques con aviones no tripulados estadounidenses han sido recopilados por una serie de instituciones incluyendo el Bureau of Investigative Journalism, el Long War Journal, la New América Foundation y los investigadores en las escuelas de derecho de la Stanford University y la Universidad de Nueva York. El New York Times informó que el gobierno de Obama adoptó un controvertido método para el recuento de víctimas civiles, mediante el cual se cuentan como combatientes a todos los varones en edad militar en una zona de ataque, dando una explicación parcial a los reclamos oficiales sobre el número extraordinariamente bajo de muertes colaterales.
El Bureau of Investigative Journalism (TBIJ) informó que entre 2004 y 2012 los ataques de drones dirigidos por la CIA fueron responsables de la muerte de entre 475 y 885 civiles paquistaníes, de un total de 2593 a 3378 personas muertas en ataques. El informe revela que los ataques con aviones no tripulados mataron a 176 niños e hirieron como mínimo a otras 1250 personas. El informe de TBIJ estimó que los ataques con aviones no tripulados en Pakistán disminuyeron de 904 a 228 entre 2010 y 2012.
TBIJ informó que durante el mismo lapso los ataques con drones mataron entre 60 y 163 civiles yemeníes, de un número de entre 362 y 1052 personas muertas en total en Yemen, entre ellos 24 a 34 niños; los ataques mataron entre 11 y 57 civiles somalíes de 58 a 170 personas que murieron en Somalia, incluyendo entre 1 y 3 niños.
El Long War Journal (LWJ), publicado por la Foundation for Defense of Democracies (Fundación para la Defensa de las Democracias), informó que los ataques mediante drones mataron a 136 civiles paquistaníes desde 2006. Según LWJ, la mayoría de los ataques con aviones no tripulados en Pakistán desde 2004 ocurrieron bajo el gobierno de Obama, que ha ordenado más de 247 ataques desde 2009, comparado con los 45 ordenados por la administración Bush.
La New América Foundation, (NAF) ha publicado un informe titulado "Año del Drone", en el cual se da a conocer que entre 2004 y 2012 los ataques aéreos estadounidenses mataron entre 1618 y 2769 militantes, del total de 1908 a 3225 muertos en Pakistán. La fundación también encontró que durante el mismo período, las víctimas civiles de ataques con aviones no tripulados fueron del 15% al 16% del total, cayendo del 60% en 2006 al 1% al 2% en 2012.
Investigadores de las Escuelas de Derecho de las Universidades de Stanford y New York, trabajando en áreas específicas de derechos humanos, resolución de conflictos y justicia, evaluaron los informes sobre víctimas producidos por TBIJ, LWJ y NAF, y realizaron también sus propias entrevistas con testigos y víctimas. Su informe considera que las estimaciones de bajas obtenidas por TBIJ son "las mejores disponibles actualmente", mientras que encuentra "omisiones e inconsistencias en el conjunto de datos de New America Foundation (NAF)", y cuestiona su afirmación acerca del bajo número de víctimas civiles en año 2012. Las críticas del informe apuntan a que las estimaciones de víctimas civiles se basan y dependen de información aportada por funcionarios anónimos, y señalan el uso generalizado por parte de los medios de comunicación del término "militante" cuando se describen bajas no civiles.
Meg Braun, autora entre otros del estudio NAF, ha escrito que los investigadores de Stanford y la Universidad de Nueva York no eran "imparciales", y agregó que si bien "son manifiestamente falsas las afirmaciones del gobierno de Estados Unidos de que las víctimas civiles de ataques con drones durante el mandato de Obama son de un solo dígito, no hay necesidad de exagerar la tasa de muertes de civiles para puntualizar que los ataques con drones son legalmente sospechosos y moralmente peligrosos."